# Campobello di Licata
Campobello di Licata è un comune italiano di 8 951 abitanti del libero consorzio comunale di Agrigento in Sicilia.

## Geografia fisica

### Territorio
Campobello di Licata è un comune collinare della provincia di Agrigento, situato su un altopiano della valle del fiume Salso a 316 m sul livello del mare. I suoi confini sono delimitati ad ovest dal torrente del Canale ad est dal torrente del Milici.

## Storia

### Età contemporanea

La miniera di zolfo Passarello

Sono della fine del secolo XIX, ad opera soprattutto del sindaco Salvatore Ciotta, importanti opere pubbliche: fontanelle di acqua potabile, biblioteca, banda municipale, aule scolastiche, illuminazione a petrolio, la facciata della chiesa madre, l'orologio comunale, i marciapiedi delle strade, il cimitero e la villa comunale.
Negli anni 1980, inizia a Campobello di Licata una grande ristrutturazione del centro abitato, vengono realizzati monumenti dall'artista argentino Silvio Benedetto.

### Simboli
Lo stemma e il gonfalone del comune di Campobello di Licata sono stati concessi con il regio decreto del 12 marzo 1931.
Il gonfalone è un drappo di azzurro.

## Monumenti e luoghi d'interesse

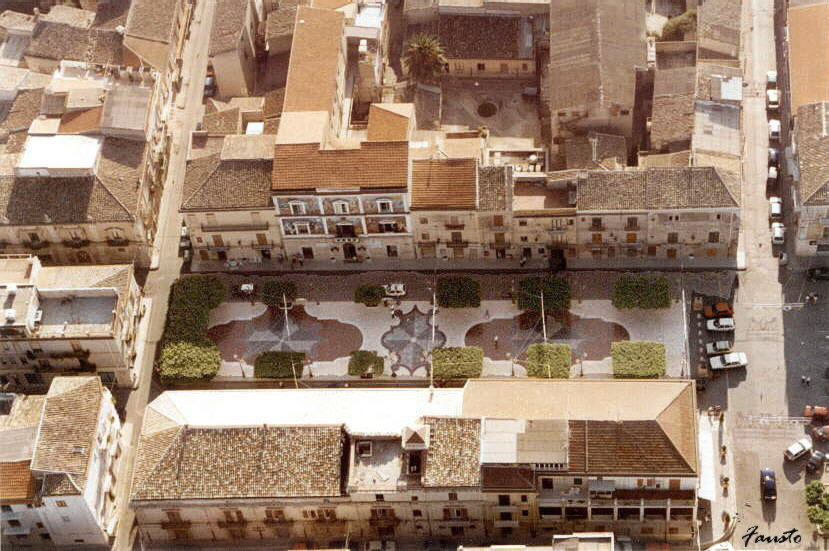
Veduta dall'alto di piazza XX Settembre, con la sua singolare pavimentazione

### Architetture religiose
- Chiesa di San Giovanni Battista (o santuario della Madonna dell'Aiuto), voluta dal barone Raimondo Raimondetta San Martino e completata nel 1681, è la chiesa madre del paese.
- Chiesa dell'Addolorata (secolo XVIII), situata in fondo alla via Umberto I.

### Architetture civili
- Palazzo municipale, prospiciente piazza XX Settembre, costruito nel 1650 e riadattato nel XX secolo per ospitare gli uffici comunali: presenta una facciata affrescata dal maestro Silvio Benedetto, nel 1980, con episodi del mondo contadino.
- Palazzo Ducale, posto tra via Roma e via Umberto, unico esempio civile di architettura barocca del paese.
- Palazzo Bella, situato in via Umberto I e realizzato nel 1747, presenta stanze affrescate dal pittore Olivio Sozzi.
- Palazzo La Lomia, situato tra piazza XX settembre e via Vittorio Emanuele, fu costruito nel 1750 in stile neoclassico.
- Palazzo Buffone, in origine Farruggio-Ciotta, si affaccia su via Roma, in pieno centro storico, destinato ad abitazione signorile.
- Palazzo Sillitti, posto in via Umberto e costruito nel 1755, è uno dei palazzi nobiliari che insistono nel cuore dell'insediamento urbano.
- Palazzo Lopez De Oñate, costruito intorno al 1850, si trova tra via Progresso, via Garibaldi, via Alfieri e via Umberto.
- Palazzo ex-Ospedale, costruito nel 1833, si trova tra via Sammarco e via Trieste.

### Altro
- Fontana del Canale, costruita dal barone di Campobello intorno al 1650, costituisce la più antica opera muraria del paese. Restaurata nel 1981 da Silvio Benedetto, nel 2020 è stata soggetta ad ulteriori interventi che ne hanno migliorato l'aspetto e l'illuminazione.
- Monumento ai caduti nel Parco della Rimembranza, con al centro una colonna spezzata, sulla cui cima sono state poste due colombe bronzee, simbolo di pace.
- Fontana delle Fanciulle in piazza Aldo Moro, opera dell'artista Silvio Benedetto.
- Murale dei 100 bambini, situato in via Edison, sulla facciata di una ex scuola materna.
- Piazza XX settembre è la piazza principale del paese e presenta una pavimentazione unica, con mosaici rappresentanti colombe; sul termine della piazza sono presenti due bronzi rappresentanti due contadini.
- Piazza Marconi, con al centro un'edicola del 1700, sormontata da una croce in ferro battuto.
- Piazza Tienanmen, con al centro un obelisco, in cui sono scolpite, una su ogni lato, delle citazioni di Dante, Goethe, Cervantes e Shakespeare; il Monumento al Lavoro, costituito da vari strumenti in bronzo, tipici del mondo contadino; il Monumento delle Mani, simbolo della fatica del lavoro contadino, e il mosaico raffigurante un fabbro.
- Villa XXV aprile, situata in viale Luigi Giglia, ha una struttura a più piani: nel piano intermedio è presente un mosaico rappresentante delle colombe, con sotto una vasca; nel piano d'entrata si è accolti da una fontana con dei mascheroni, realizzati da Olga Macaluso, da cui esce l'acqua.
- L'Iliade in terra e fuoco, murale ceramico di 7,30 x 3,10 metri, composto da maioliche di svariate forme, con soggetti figurativi sul tema dell'Iliade. Si trova su una parete esterna del Centro Polivalente di via Trieste.
- Il Parco della Divina Commedia (conosciuto anche come Valle delle Pietre Dipinte) è un grande parco letterario, realizzato negli anni Novanta nella sede di una vecchia cava di pietra da Silvio Benedetto, con la collaborazione di Olga Macaluso, in cui sono presenti 110 monoliti di travertino su cui sono stati dipinti vari episodi del poema dantesco[5].

## Società

### Evoluzione demografica
Abitanti censiti

Il dialetto campobellese, pur essendo classificato come uno dei tanti dialetti della provincia di Agrigento, appare più come un dialetto vicinissimo al nisseno, sia per cadenza sia per vari termini utilizzati pressoché uguali.

## Cultura

### Cucina

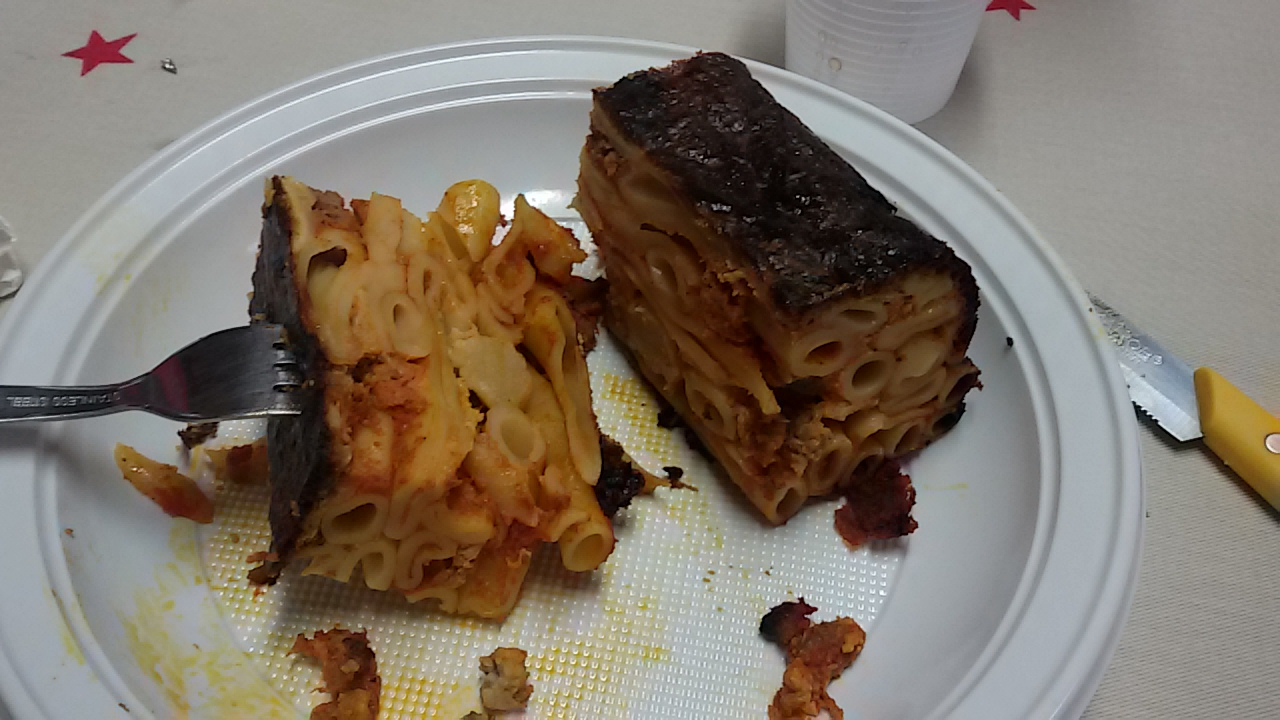
Lu 'mpurnatu, il piatto più celebre di Campobello di Licata

Il piatto tipico è lu 'mpurnatu (l'infornato), un timballo di ziti (formato di pasta) con ragù, carne di maiale, cavolfiori, uova, pecorino ed altre essenze. Dal 2011, questo piatto, insieme alla 'mpanata, è protagonista della "Sagra di lu 'mpurnatu e la 'mpanata" che si svolge ogni anno in aprile.

## Economia
Prima che i vigneti fossero distrutti dalla fillossera nel 1883, Campobello era un centro di produzione vinicola. 
Altre attività rilevanti, fino alla metà del secolo, furono le miniere di zolfo, che contribuirono a formare maestranze operaie.
Negli ultimi decenni del secolo XIX e fino agli anni settanta del XX secolo, si manifesta un intenso movimento migratorio interrotto dalle due guerre. Notevoli sono ancora le comunità di Campobellesi a Buffalo (Stato di New York), Saint-Étienne e Marignane(Francia), Desio (Lombardia).
Dopo la seconda guerra mondiale si sviluppò un movimento contadino che portò all'occupazione delle terre di molti feudi incolti: le terre furono lottizzate ed assegnate ai braccianti che si trasformarono in piccoli proprietari.
Sono da ricordare l'introduzione, dagli anni settanta in poi, delle colture intensive specializzate, in primo luogo l'uva da tavola Italia. Questa coltura, anche se ridimensionata, caratterizza ancora oggi l'economia di Campobello insieme alla produzione di ortofrutta: pesche, mele, susine, peperoni, pomodori. 
Anche la coltivazione del vitigno Nero d'Avola ha avuto diffusione nel territorio dagli anni 80, permettendo la produzione di vino rosso.
Il territorio del comune è compreso nella zona di produzione del Pistacchio di Raffadali D.O.P..

## Infrastrutture e trasporti

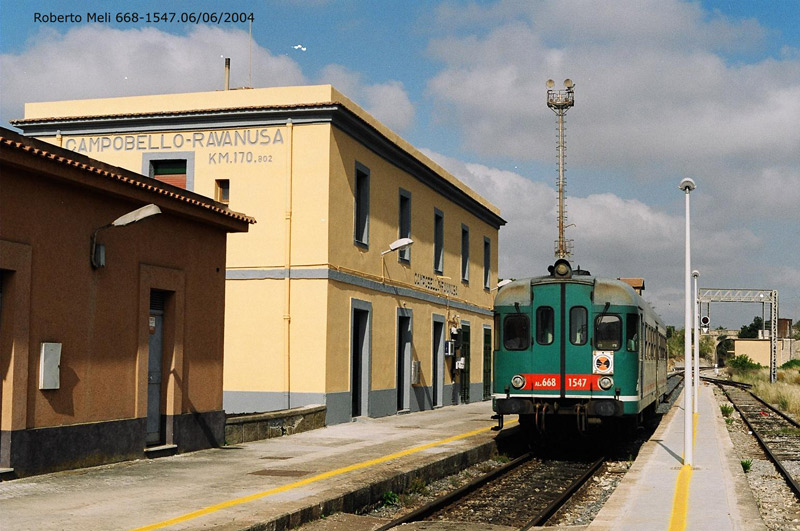
La stazione ferroviaria di Campobello-Ravanusa

### Strade
Campobello di Licata è interessato dalla strada statale 123 di Licata, della strada statale 557 di Campobello di Licata e della strada Provinciale 12.

### Ferrovie
Il comune è servito dalla stazione di Campobello-Ravanusa, posta sulla linea Caltanissetta Xirbi-Gela-Siracusa.

## Amministrazione
Di seguito è presentata una tabella relativa alle amministrazioni che si sono succedute in questo comune.
| Periodo           | Periodo           | Primo cittadino            | Partito                            | Carica              | Note  |
| ----------------- | ----------------- | -------------------------- | ---------------------------------- | ------------------- | ----- |
| 15 luglio 1988    | 5 agosto 1992     | Calogero Gueli             | Partito Comunista Italiano         | Sindaco             | [ 8 ] |
| 23 settembre 1992 | 9 giugno 1993     | Giuseppe Smiraglia         | Partito Democratico della Sinistra | Sindaco             | [ 8 ] |
| 9 giugno 1993     | 1º dicembre 1997  | Giuseppe Smiraglia         | Partito Democratico della Sinistra | Sindaco             | [ 8 ] |
| 1º dicembre 1997  | 28 maggio 2002    | Calogero Gueli             | centro-sinistra                    | Sindaco             | [ 8 ] |
| 28 maggio 2002    | 18 luglio 2006    | Calogero Gueli             | centro-sinistra                    | Sindaco             | [ 8 ] |
| 18 luglio 2006    | 23 giugno 2009    | Giuseppa Sciara            |                                    | Comm. straordinario | [ 8 ] |
| 18 luglio 2006    | 23 giugno 2009    | Oreste Iovino              |                                    | Comm. straordinario | [ 8 ] |
| 18 luglio 2006    | 17 settembre 2008 | Maria Carmela Librizzi     |                                    | Comm. straordinario | [ 8 ] |
| 17 settembre 2008 | 23 giugno 2009    | Concetta Caruso            |                                    | Comm. straordinario | [ 8 ] |
| 23 giugno 2009    | 29 dicembre 2011  | Michele Termini            | centro-destra                      | Sindaco             | [ 8 ] |
| 7 febbraio 2012   | 8 maggio 2012     | Antonino La Mattina        |                                    | Comm. straordinario | [ 8 ] |
| 8 maggio 2012     | 12 giugno 2017    | Giovanni Gioacchino Picone | centro-sinistra                    | Sindaco             | [ 8 ] |
| 12 giugno 2017    | 12 giugno 2022    | Giovanni Gioacchino Picone | centro-sinistra                    | Sindaco             | [ 8 ] |
| 13 giugno 2022    | 27 agosto 2023    | Antonio Pitruzzella        | centro-sinistra                    | Sindaco             | [ 8 ] |
| 28 agosto 2023    | 10 giugno 2024    | Teresa Burgio              |                                    | Comm. straordinario | 1     |
| 9 giugno 2024     | in carica         | Vito Terrana               | Lista civica                       | Sindaco             | [ 8 ] |

### Gemellaggi
- Chasse-sur-Rhône, dal 2003

### Altre informazioni amministrative
Il comune di Campobello di Licata fa parte delle seguenti organizzazioni sovracomunali: regione agraria n.4 (Colline del Salso e di Naro).